# Милютино (Курська область)
Милютино (рос. Милютино) — присілок в Льговському районі Курської області Російської Федерації.
Населення становить 48 осіб. Входить до складу муніципального утворення Вишньодеревенська сільрада.

## Історія
Населений пункт розташований на території українського етнічного та культурного краю Східна Слобожанщина.
Від 2004 року входить до складу муніципального утворення Вишньодеревенська сільрада.

## Населення
| 2002 | 2010 |
| ---- | ---- |
| 65   | ↘48  |

## Інфраструктура
Особисте підсобне господарство. У селі 35 будинків .

## Транспорт
Мілютіно розташоване за 7 км від автодороги регіонального значення 38К-024 (Льгов - Суджа), на автодорогах міжмуніципального значення 38Н-443 (38К-024 - Вишні Деревеньки - Дурове-Бобрик) і 38Н-444 (38Н-443 - Стрімоухово-Бобрик - межа Курчатівського району), за 4 км від найближчого (закритого) залізничного зупиночного пункту Деревеньки  (лінія Льгов I - Підкосилів).
За 125 км від аеропорту імені В. Г. Шухова (недалеко від Бєлгорода).